# 本多友常
本多 友常（ほんだ ともつね、1948年 -　）は
日本の建築家。本多環境・建築設計事務所顧問。
和歌山大学システム工学部環境システム学科名誉教授。
摂南大学理工学部住環境デザイン学科教授。
東京都生まれ。

## 略歴
- 1970年、早稲田大学理工学部建築学科卒業
- 1972年、早稲田大学大学院理工学研究科建設工学専攻修士課程修了
- 1979年、AAスクール・Architectural Association School of Architecture 卒業
- 1972年、竹中工務店設計部
- 1998年、和歌山大学システム工学部
- 2013年、摂南大学理工学部

## 著書・論文
- 『建築概論』2003年、学芸出版社、監修及執筆
- 『建築ノート』1994年、新建築社・共著
- 『ゆらぐ住まいの原型』1986年、学芸出版社

## 代表作品
- クリスタルタワー - 大阪市中央区（1990年）
- 新日本海フェリー敦賀フェリーターミナル - 福井県敦賀市（1996年）
- 丘のある家 - 和歌山市吹上（2003年）
- シロクス九州営業所 - 福岡市博多（2003年）
- 大きな庇のある老人デイサービスセンター - 和歌山市善明寺（2004年）
- 高野口小学校の改修  - 和歌山県橋本市（2013年）

## 受賞歴
- 2013年（平成25年）：2013年日本建築学会賞(業績)
- 2003年（平成15年）：第1回和歌山市優良建築物賞-丘のある家で
- 2003年（平成15年）：大阪駅北地区国際コンセプトコンペ佳作
- 1997年（平成9年）：H9Gマーク施設部門グッドデザイン賞(h7.h6も受賞)
- 1996年（平成8年）：第11回日本建築士会連合会賞作品奨励賞
- 1996年（平成8年）：大阪建築コンクール知事賞
- 1994年（平成6年）：インテリジェントアワード賞
- 1992年（平成4年）：日本建築士会連合会賞優秀賞
- 1992年（平成4年）：第12回大阪都市景観建築賞大阪市長賞
- 1992年（平成4年）：第38回大阪建築コンクール作品賞特選・建築業協会賞
- 1991年（平成3年）：第2回大阪施設緑化賞優秀賞・建築士事務所全国大会 建築作品表彰大会会長賞
- 1991年（平成3年）：第15回ひろば作品賞
- 1983年（昭和58年）：パリ新オペラハウス国際設計競技優秀賞
- 1972年（昭和47年）：ウィーン市再開発国際設計競技3位入選
- 1970年（昭和45年）：日本電気硝子設計競技最優秀賞